# BMP (Panzer)
BMP (russisch БМП) steht für "Bojewaja Maschina Pechoty" (russisch Боевая Машина Пехоты), was so viel wie „Kampffahrzeug der Infanterie“ bedeutet, und ist eine Familie sowjetischer/russischer amphibischer Schützenpanzer mit Kettenfahrwerk.

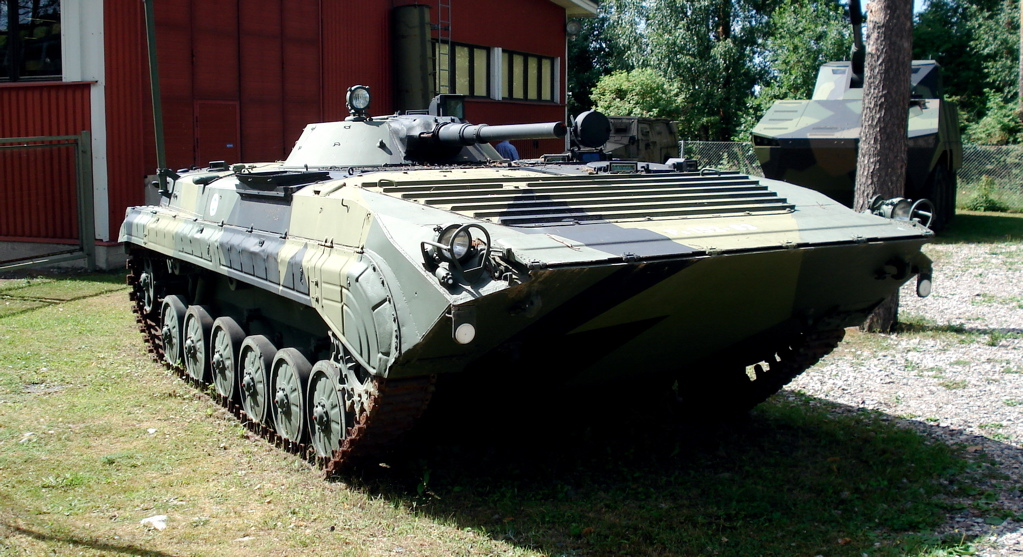
BMP-1

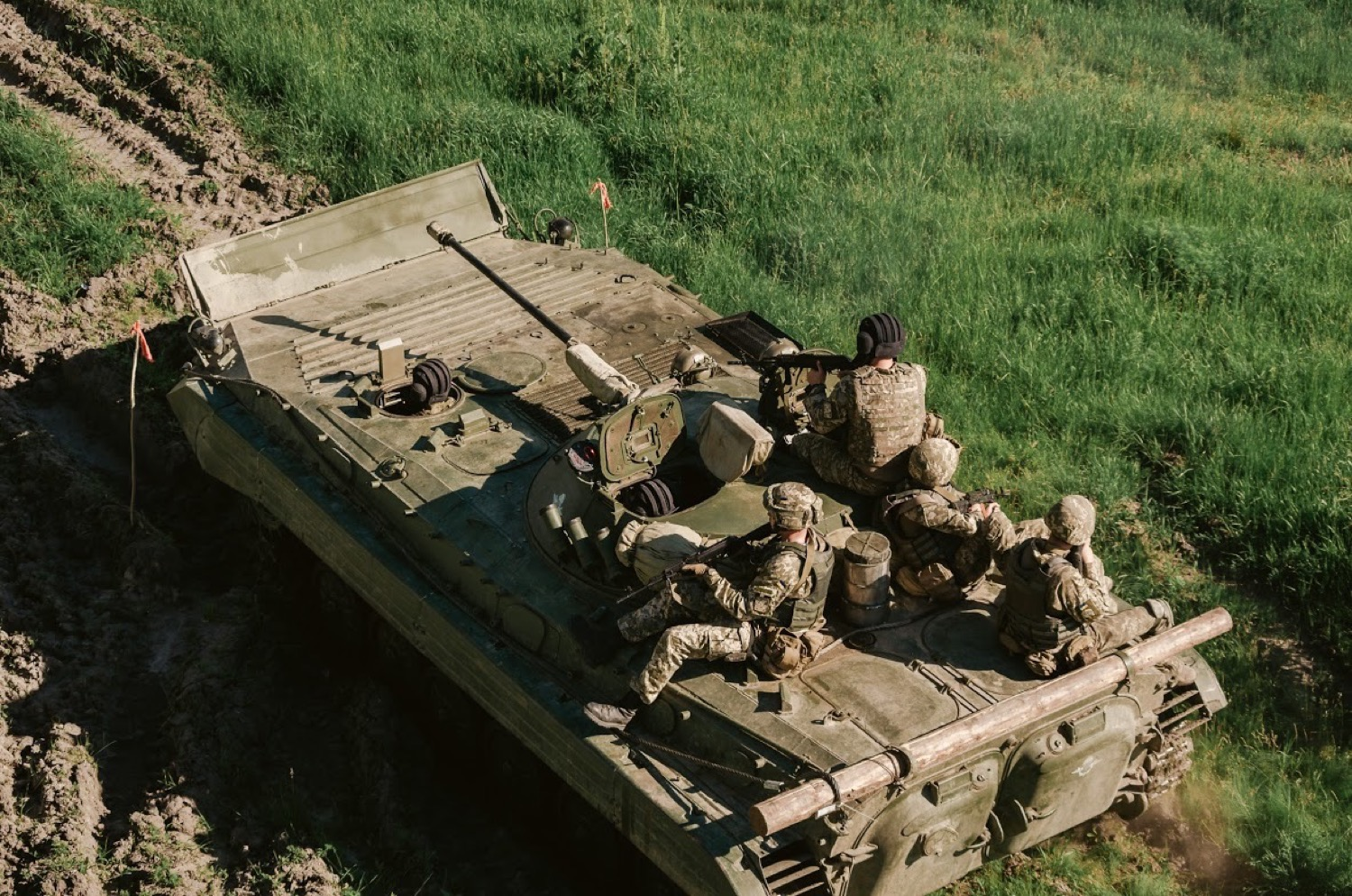
BMP-2

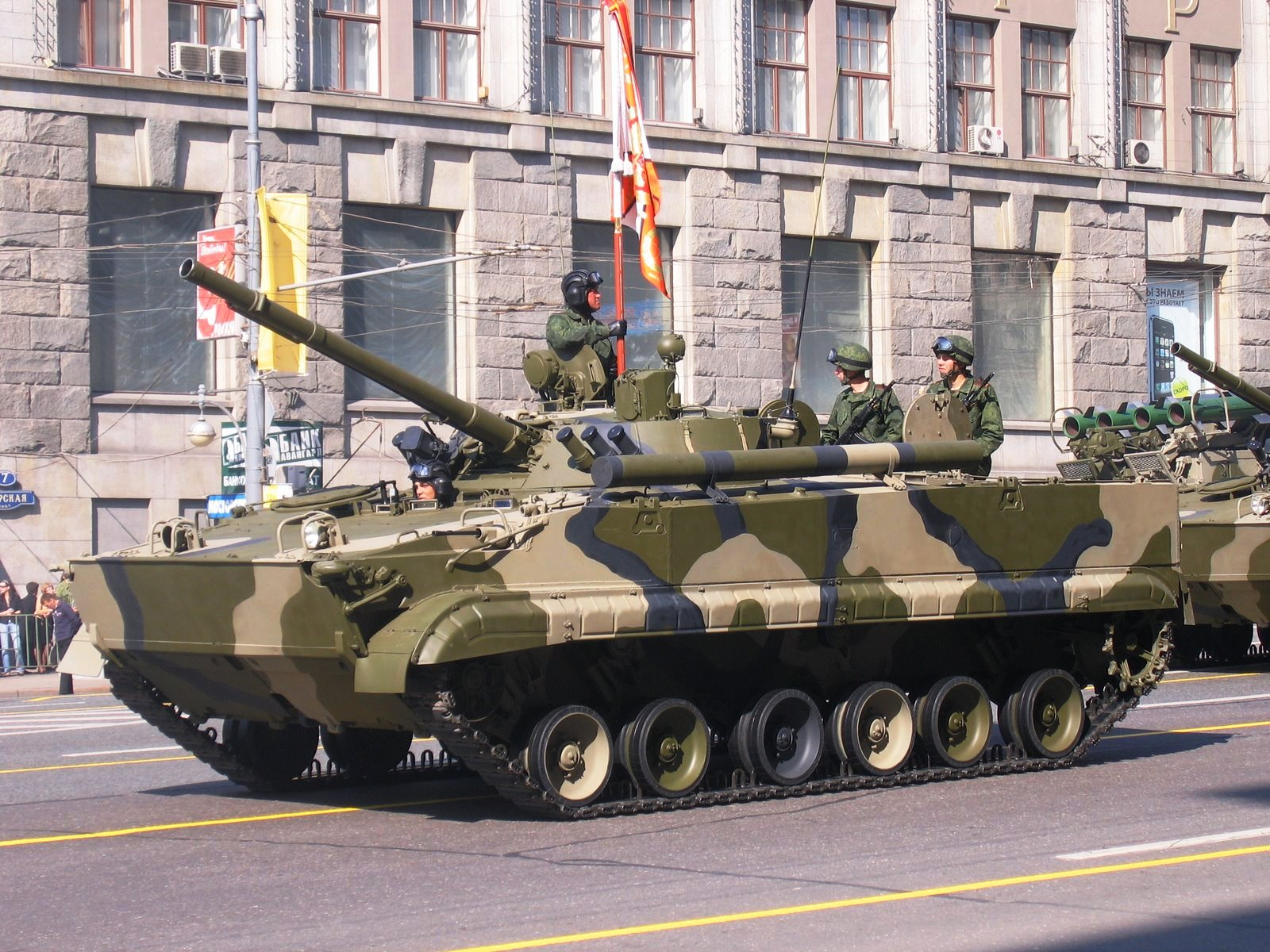
BMP-3

## BMP-1
Der BMP-1 wurde erstmals 1969 an die Rote Armee ausgeliefert. Er ermöglichte als erster Schützenpanzer weltweit den aufgesessenen Kampf, außerdem war er mit Panzerabwehrlenkwaffen ausgerüstet. Außer von Russland wird der BMP-1 heute unter anderem noch von Algerien, Polen und Turkmenistan eingesetzt.

## BMP-2
Der BMP-1 wurde nach dem  Jom-Kippur-Kriegs grundlegend überarbeitet und zum BMP-2 weiterentwickelt. Er wird neben Russland unter anderem noch von Indien, Turkmenistan und Syrien eingesetzt.

## BMP-3
Der BMP-3 gilt als komplette Neuentwicklung. Er wurde erstmals 1990 öffentlich präsentiert. Neben Russland wird er unter anderem auch noch von den Vereinigten Arabischen Emiraten eingesetzt.